# Naninne
Naninne (en wallon Nanene) est une section de la ville belge de Namur située en Wallonie dans la province de Namur.
C'était une commune à part entière avant la fusion des communes de 1977. Naninne fut un hameau de Dave jusqu'en 1859, année où il devint une commune à part entière.
Le village est bâti sur les hauteurs de la Meuse (rive droite) à quelques kilomètres au sud-est du centre-ville.

## Étymologie
Le nom "Naninne" a deux origines possibles. Il proviendrait du latin "In aninas" qui signifie "terres marécageuses", ou il ferait référence à la propriété du citoyen romain du nom de Nannius, ou Nanno (germanique).

## Démographie

### Population actuelle
En 2024, Naninne comptait 1558 habitants, contre 1444 en 1985 et était le 29e village le plus peuplé de la commune de Namur

### Historique
- Sources:INS, Rem:1831 jusqu'en 1970=recensements, 1976= nombre d'habitants au 31 décembre

## Histoire

### jusqu'au XIVe siècle
L'histoire de Naninne[réf. nécessaire] est commune à celle de Dave jusqu'en 1859, en effet, à ce moment-là Naninne et Dave constituaient une seigneurie.
Guy de Dampierre, comte de Flandre et marquis de namur, 1284, donna en heritage à Warnier de Dave et à ses héritiers en accroissement de fief, tous les hommes, toute justice (haute, moyenne et basse) et tous les droits qu'il possédait à Dave, Naninne et Monceau ainsi que leur dépendances.
Aucun habitant de ces trois villes ne pouvait être accepté comme bourgeois par le mayeur de Namur.
En fait, dès le XVIIIe siècle, Naninne devait faire partie de la seigneurie hautaine de Dave et Monceau. Cette seigneurie devait avoir une superficie de ± 1100 hectares. Avant de devenir propriété féodale (dépendante d'un seigneur suzerain), la seigneurie était libre. Les terres de cette propriété féodale relevaient du château de Namur. Le fief de Naninne était constitué de bois et de terres.
Ce fief appartenait à Fastré de Naninne. Ce fût ensuite la propriété de son frère Hustin puis à son fils Jean de Nanine (1411), ensuite à son fils Jean (1430). Ce dernier vendit son fief au seigneur de Dave en 1460, Jean de Boulant.
Le tombeau de Jean de Nanine se trouvait dans l'église de l'abbaye de Géronsart. Cette église n'existe plus.
Jusqu'en 1859, la commune de Naninne faisait partie de la commune de Dave.
Un arrêté royal daté du 24 mai 1859 séparait définitivement Naninne de Dave et les biens des deux communes furent partagés.

## Patrimoine et culture
- Naninne héberge le parc industriel de Namur-Sud. Sa superficie est de 6898 ares avec 105 activités qui engagent 1962 personnes. Quelques exemples: Cobelba (Besix), la direction culture de la Fédération Wallonie-Bruxelles, Kronos, Champion (supermarché), Créations et Paysage, Ligue Belge de la Sclérose en plaques, Union des classes moyennes, ASP,…

- Le village abrite également en son centre l'église Saint Lambert. Construite en style néo-roman par l'architecte Degreny en 1874[2].
- Chapelle Saint-Roch. Petite mononef de 1807[3].
- Il ne reste désormais plus qu'une ferme en activité : La Ferme de la Tour, sur la Vieille Place. Site de la Ferme de la Tour.

## Personnalités
- Alfred Servais (1890-1943): officier et résistant fusillé par les Allemands.